# Julie Blakstad
Julie Blakstad (Ottestad, 27 augustus 2001) is een voetbalspeelster uit Noorwegen. Ze speelt als middenvelder voor Hammarby IF in de Damallsvenskan.

## Carrière
Julie Blakstad begon haar carrière bij Ottestad IL alvorens ze haar eerste profcontract tekende bij FL Fart. Blakstad leverde een belangrijke bijdrage aan de promotie van FL Fart naar de Toppserien, het hoogste niveau van Noorwegen.
Door haar goede prestaties kwam er veel interesse in Blakstad. De helft van alle clubs in de Toppserien wilde haar hebben. In 2019 zou Blakstad op huurbasis de overstap maken naar LSK Kvinner⁣, maar de organisatie Football Association zette door een klacht over het overeengekomen loon een streep door de transfer. Daardoor bleef Blakstad bij LF Fart waar ze aan het einde van het seizoen werd verkozen tot Young Player of the Y3ar in de Toppserien.
Ondanks een nieuwe poging van LSK Kvinner om Blakstad in te lijven en interesse van Chelsea F.C., koos Blakstad ervoor om over te stappen naar Rosenborg BK. Deze club was nieuw in de Toppserien nadat Trondheims-Ørn hierin was overgegaan. In de allereerste wedstrijd schreef Blakstad geschiedenis door het eerste doelpunt ooit voor Rosenborg te maken.  Rosenborg BK bleef ongeslagen dat seizoen en Blakstad werd genomineerd voor Speler van het seizoen.
Manchester City WFC besloot in 2022 Blakstad een contract aan te bieden.  Een paar dagen later maakte Blakstad al gelijk haar debuut in de halve finale van de League Cup tegen Tottenham Hotspur.
Doordat Blakstad door de moordende concurrentie niet veel aan spelen toekwam, besloot Manchester City Blakstad in 2023 te verhuren aan het Zweedse BK Häcken.
In januari 2024 maakte Blakstad de definitieve overstap naar Zweden door een contract te tekenen bij Hammarby IF, landskampioen van de Damallsvenskan.

## Statistieken
| Seizoen    | Club                | Land      | Competitie              | Wedstrijden | Doelpunten |
| ---------- | ------------------- | --------- | ----------------------- | ----------- | ---------- |
| 2018       | Ottestad IL         | Noorwegen | 3rd Division            | 9           | 1          |
| 2018-2019  | FL Fart             | Noorwegen | 1st Division/Toppserien | 33          | 11         |
| 2020-2022  | Rosenborg BK        | Noorwegen | Elitedivisionen         | 35          | 17         |
| 2022-2023  | Manchester City WFC | Engeland  | FA Women's Super League | 21          | 3          |
| 2023       | BK Häcken           | Zweden    | Damallsvenskan          | 11          | 1          |
| 2024-heden | Hammarby IF         | Zweden    | Damallsvenskan          | 11          | 1          |
| Totaal     | Totaal              | Totaal    | Totaal                  | '109        | 33         |

Laatste update: 21 jan 2024

## Internationaal
Julie Blakstad maakte haar debuut als international voor het Noorse nationale team op 27 oktober 2020 in wedstrijd tegen Wales waarin Noorwegen deelname aan het EK 2022.
Voor dit EK werd Blakstad opgenomen in de selectie. In de eerste wedstrijd tegen Noord-Ierland was Blakstad belangrijk door de 1-0 te maken in de wedstrijd die uiteindelijk met 4-1 werd gewonnen door Noorwegen. In de andere wedstrijden ging het beduidend minder voor Noorwegen. Tegen Engeland werd met 8-0 verloren en het beslissende duel tegen Oostenrijk werd met 1-0 verloren waardoor uitschakeling op het EK een feit was.
In 2023 werd Blakstad opnieuw opgenomen in de selectie door bondscoach Hege Riise voor het WK 2023 in Australië en Nieuw-Zeeland. Door een 6-0 overwinning op Filipijnen wist Noorwegen de achtste finales te halen. Hierin was Japan met 3-1 te sterk. Blakstad mocht starten in het openingsduel tegen Nieuw-Zeeland, dat met 1-0 verloren werd, maar de andere wedstrijden bleef ze op de bank.